# Markus Perwanger
Markus Perwanger (Bolzano, 17 aprile 1955) è un giornalista, conduttore televisivo e politico italiano.

## Biografia
Markus Perwanger trascorse la sua infanzia a Redagno, frazione di Aldino, e conseguì la maturità classica presso il ginnasio-liceo dei Francescani di Bolzano. Successivamente studiò scienze politiche presso l'Università di Firenze, laureandosi con dottorato in diritto amministrativo. In seguito intraprese la carriera giornalistica, venendo assunto all'ufficio stampa della Provincia autonoma di Bolzano. Sedette in Consiglio comunale a Bolzano dal 1985 al 1988, eletto nelle liste della Südtiroler Volkspartei.
Dal 1988 Perwanger lavora presso il Sender Bozen, struttura in lingua tedesca della Rai (Radiotelevisione Italiana), della quale è diventato vicedirettore nel 1998, nel 1999 caporedattore del notiziario Tagesschau e, dal 2006 al 2022, responsabile della struttura programmi di Rai Südtirol . Ha realizzato numerosi reportage per la radio e la televisione, ed è inoltre docente presso la Libera Università di Bolzano e l'Università di Innsbruck.
Fa parte del Consiglio Nazionale dell'Ordine dei Giornalisti in rappresentanza delle minoranze etniche.
Nel 2021 pubblica il libro "Momente meines Lebens - Momenti della mia vita" con la biografia dell'ex Presidente della Provincia autonoma di Bolzano Luis Durnwalder.

## Opere
- (DE)  Markus Perwanger, Das Siedlungswerk in Haslach, Siedlungswerk Sankt Albuin, Bolzano, 1985.